# Rezerwat Krajobrazowy Prostyr
Państwowy Rezerwat Krajobrazowy Prostyr (biał. Дзяржаўны ландшафтны заказнік «Простыр»; ros. Государственный ландшафтный заказник «Простырь») – rezerwat krajobrazowy położony na Białorusi, chroniący naturalne tereny podmokłe i łąki z bogatą florą i fauną, w tym wiele rzadkich gatunków roślin i zwierząt. Znajduje się na liście konwencji ramsarskiej.
Zarządzany jest przez Państwową Instytucję Ochrony Przyrody „Rezerwaty krajobrazowe o znaczeniu republikańskim „Środkowa Prypeć” i „Prostyr”” (biał. Дзяржаўная прыродаахоўная ўстанова «Ландшафтныя заказнікі рэспубліканскага значэння «Сярэдняя Прыпяць» і «Прастыр»; ros. Государственное природоохранное учреждение «Ландшафтные заказники республиканского значения «Средняя Припять» и «Простырь») z siedzibą w Pińsku.

## Położenie
Rezerwat obejmuje tereny podmokłe położone na południowym krańcu rejonu pińskiego. Jego obszar zbliżony jest do wyglądu półksiężyca. Część południowej granicy rezerwatu pokrywa się z białorusko-ukraińską granicą państwową. Od południowego zachodu bezpośrednio graniczy z ukraińskim Parkiem Narodowym „Prypeć-Stochód”.

## Historia
Rezerwat Krajobrazowy Prostyr utworzono uchwałą Rady Ministrów Republiki Białorusi nr 115 z dnia 28 lutego 1994. Jego powierzchnia początkowo wynosiła 3440 ha. 2 grudnia 2011 Rady Ministrów Republiki Białorusi powiększyła obszar rezerwatu do 9544,71 ha. Na obszarach przyległych do rezerwatu utworzono otulinę o powierzchni 2040 ha.

## Biotopy i hydrologia
Rezerwat chroni duże, nizinne bagno zalewowe, które jest jednym z nielicznych takich obszarów na Polesiu Zachodnim, który zachował się w stanie zbliżonym do naturalnego. Występują tu też łąki oraz torfowiska. Udział lasów jest niewielki i reprezentowane są przez nadrzeczne olsy. Wśród bagien znajdują się niewielkie wysepki suchego gruntu.
Na znacznej części rezerwatu występują kanały melioracyjne, które jednak do obecnych czasów straciły znaczenie retencyjne. Wody gruntowe występują tu już na głębokości 0,1-0,9 m, a w niektórych miejscach pojawiają się ponad poziomem gruntu. Ze względu na ukształtowanie terenu woda podczas powodzi utrzymuje się nawet do czterech miesięcy, czyniąc wówczas teren rezerwatu niedostępnym dla człowieka.
Ważnym biotopem są także rzeki. Przez rezerwat przepływają m.in. Prypeć, Prostyr, Styr, Woroteć i Gniła Prypeć. Występują tu także niewielkie jeziora oraz starorzecza.

## Fauna i flora
Fauna i flora na terenie rezerwatu jest typowa dla Polesia.

### Fauna
W Rezerwacie Krajobrazowym Prostyr odnotowano 130 gatunków ptaków (w tym 92 mających tu miejsca lęgowe), wśród nich m.in. takie gatunki jak: bąk zwyczajny, bączek zwyczajny, czapla biała, bocian czarny, krakwa, gadożer zwyczajny, orlik grubodzioby, orlik krzykliwy, bielik, zielonka, derkacz, żuraw zwyczajny, bekas dubelt, rycyk, puchacz zwyczajny, zimorodek zwyczajny, dzięcioł zielony, dzięcioł białogrzbiety, wodniczka oraz sikora lazurowa.
Ssaki są reprezentowane przez następujące gatunki: bóbr europejski, orzesznica leszczynowa, wiewiórka pospolita, badylarka pospolita, wydra europejska i łoś.
Herpetofauna stosunkowo uboga. Z gadów występują m.in. żółw błotny i zaskroniec zwyczajny, a z płazów żaby (m.in. kumak nizinny, żaba moczarowa i rzekotkowate).
Z gromady owadów w rezerwacie żyją m.in. biegacz wręgaty, Carabus clathratus i Chariaspilates formosaria.
Koryta rzek zamieszkuje 23 gatunki ryb, w tym m.in. strzebla błotna, boleń pospolity, ciosa i babka łysa.

### Flora
Flora Rezerwatu Krajobrazowego Prostyr jest słabo zbadana. Na jego terenie stwierdzono występowanie 525 gatunków roślin, w tym 6 wpisanych do Czerwonej Księgi Białorusi. Są wśród nich m.in.: salwinia pływająca, grzybienie białe, Urtica kioviensis, wyżpin jagodowy, potocznik wąskolistny i kosaciec syberyjski.

## Działalność człowieka
Część terenu rezerwatu jest wykorzystywana do sianokosów i na niewielką skalę do wypasu zwierząt gospodarczych. Innymi działalnościami ludzkimi na nich prowadzonymi są turystyka, łowiectwo i rybołówstwo. Ze względu na brak dróg po rezerwacie można podróżować wyłącznie łodzią. W czasie trwających nawet do czterech miesięcy powodzi, teren rezerwatu pozostaje niedostępny dla człowieka.

## Zagrożenia
Za główne zagrożenia dla przyrody Rezerwatu Krajobrazowego Prostyr uznawane są naruszenia reżimu hydrologicznego, wypalanie traw oraz kłusownictwo.